# Sollentunavallen
Sollentunavallen är den största idrottsplatsen i Sollentuna kommun i Stockholms län. Idrottsplatsen invigdes i samband med det SM i friidrott som genomfördes 14–18 augusti 1969 och som arrangerades av Turebergs FK. Huvuddelen av vallen, som ligger i ett gammalt grustag i Stockholmsåsen, består av en gräsplan med omkringliggande löpbanor. Läktarna runtomkring rymmer cirka 4500 personer. Bredvid huvudplanen ligger även en konstgräsplan som vintertid används som bandyplan av Helenelunds IK. Publikkapaciteten för bandyplanen är cirka 800 personer. På Sollentunavallen ligger även kommunens två ishallar som används av både lag och boende i kommunen. Den senare beslutade Sollentuna kommun att bygga i början av januari 2007, denna togs i drift den 8 oktober samma år.
Svenska mästerskapen i friidrott har avgjorts fem gånger på Sollentunavallen, 1969, 1971, 1995, 2006 och 2016. Varje år avgörs även ett Grand Prix i friidrott här. 12-14 september 2008 anordnades svenska skolmästerskapen i friidrott på anläggningen .
Idrottsplatsen med sitt läge intill havsviken Edsviken föreslogs av lokalpolitiker 2005 bli bebyggd med bostäder. Förslaget möttes av protester från lokalbefolkningen. Bostadsplanerna är sedan dess nedlagda.
I september 2013 påbörjades bygget av Sollentuna friidrottshall. Hallen planerades bli klar år 2015, men försenades på grund av svåra markförhållanden och hallen invigdes först den 20 november 2016. År 2009 byggdes en skatepark i närheten som firade sitt 10-årsjubileum den 21 september 2019.

## Galleri

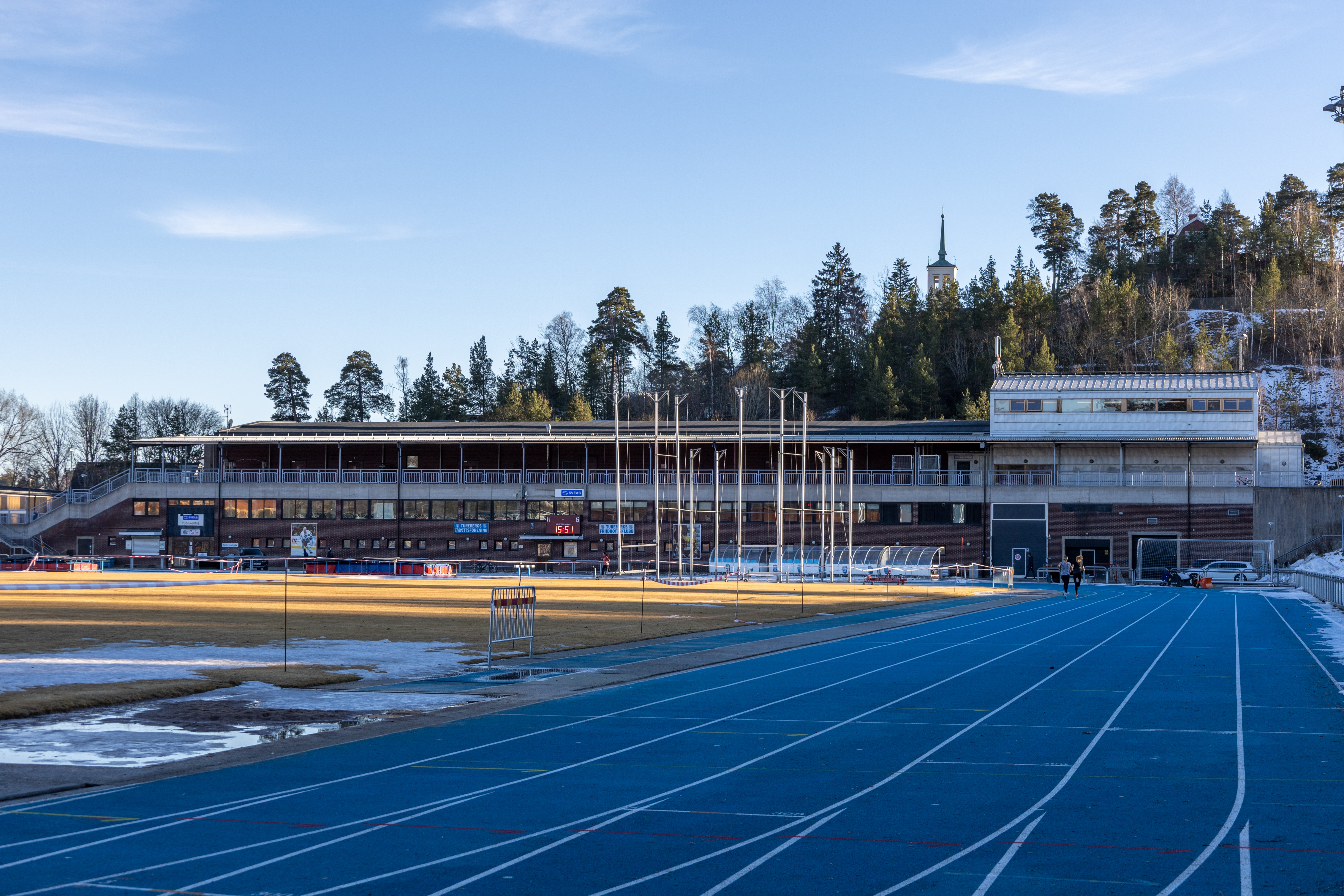
Huvudbyggnad med ishall
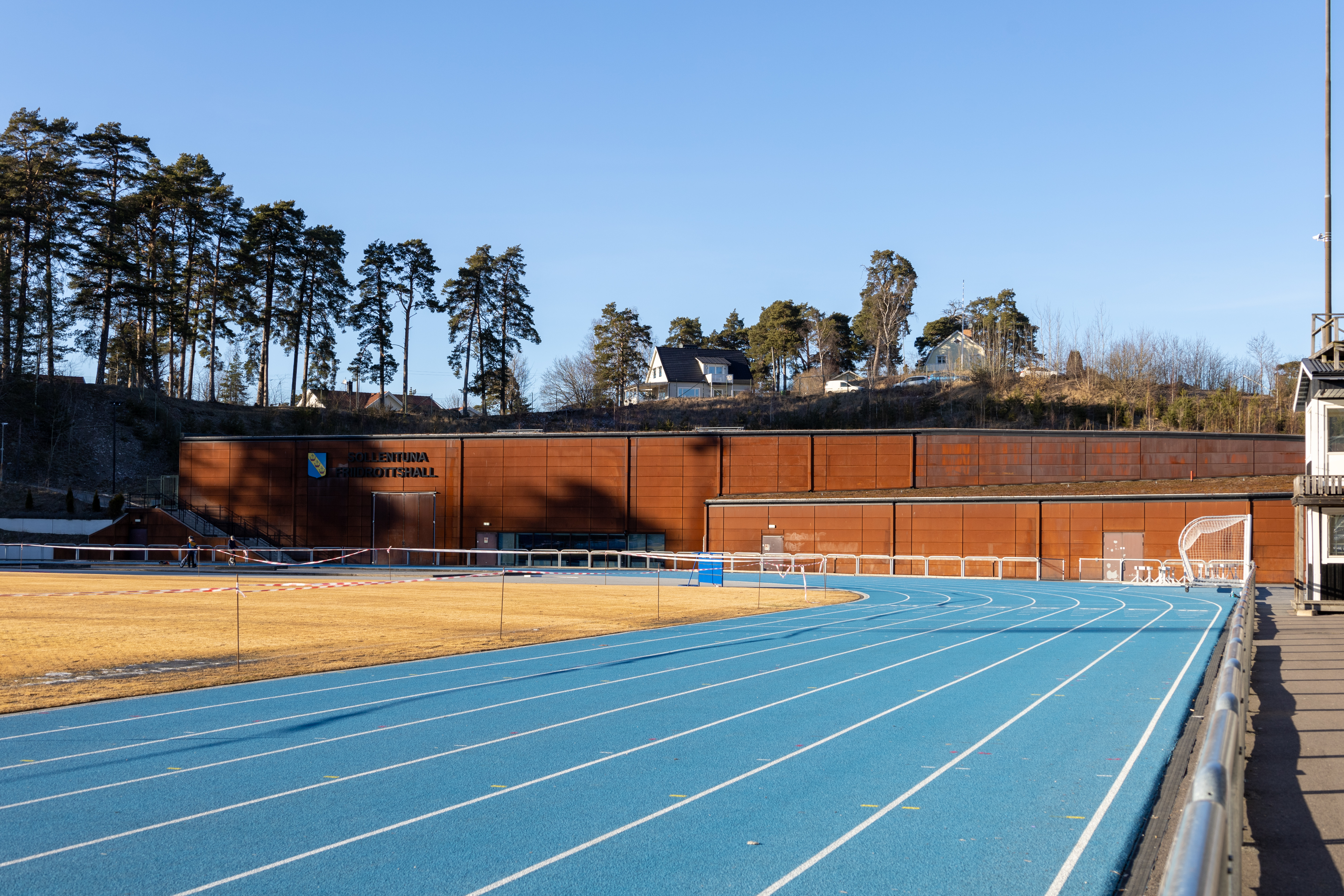
Sollentuna friidrottshall
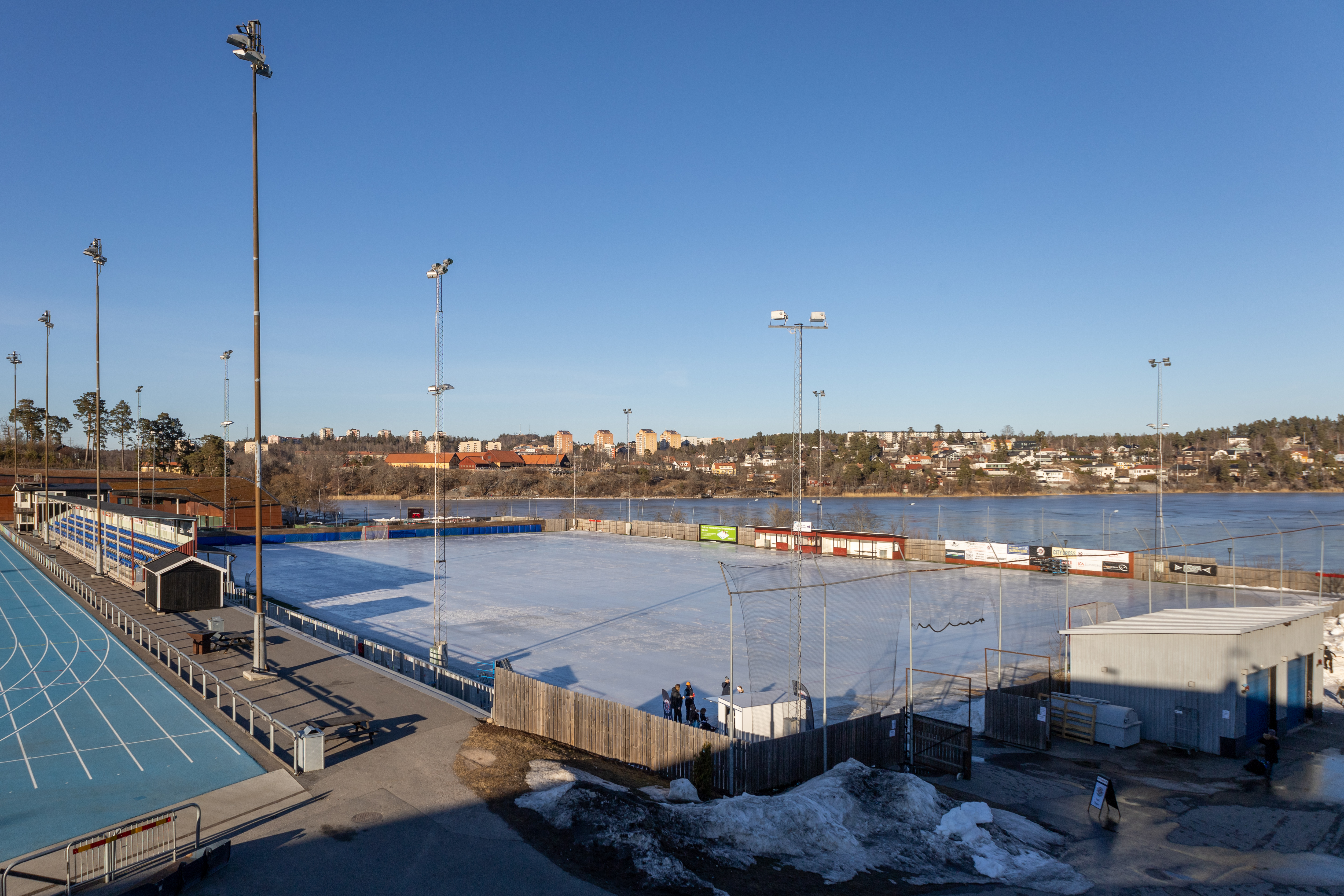
Bandyplanen med läktare
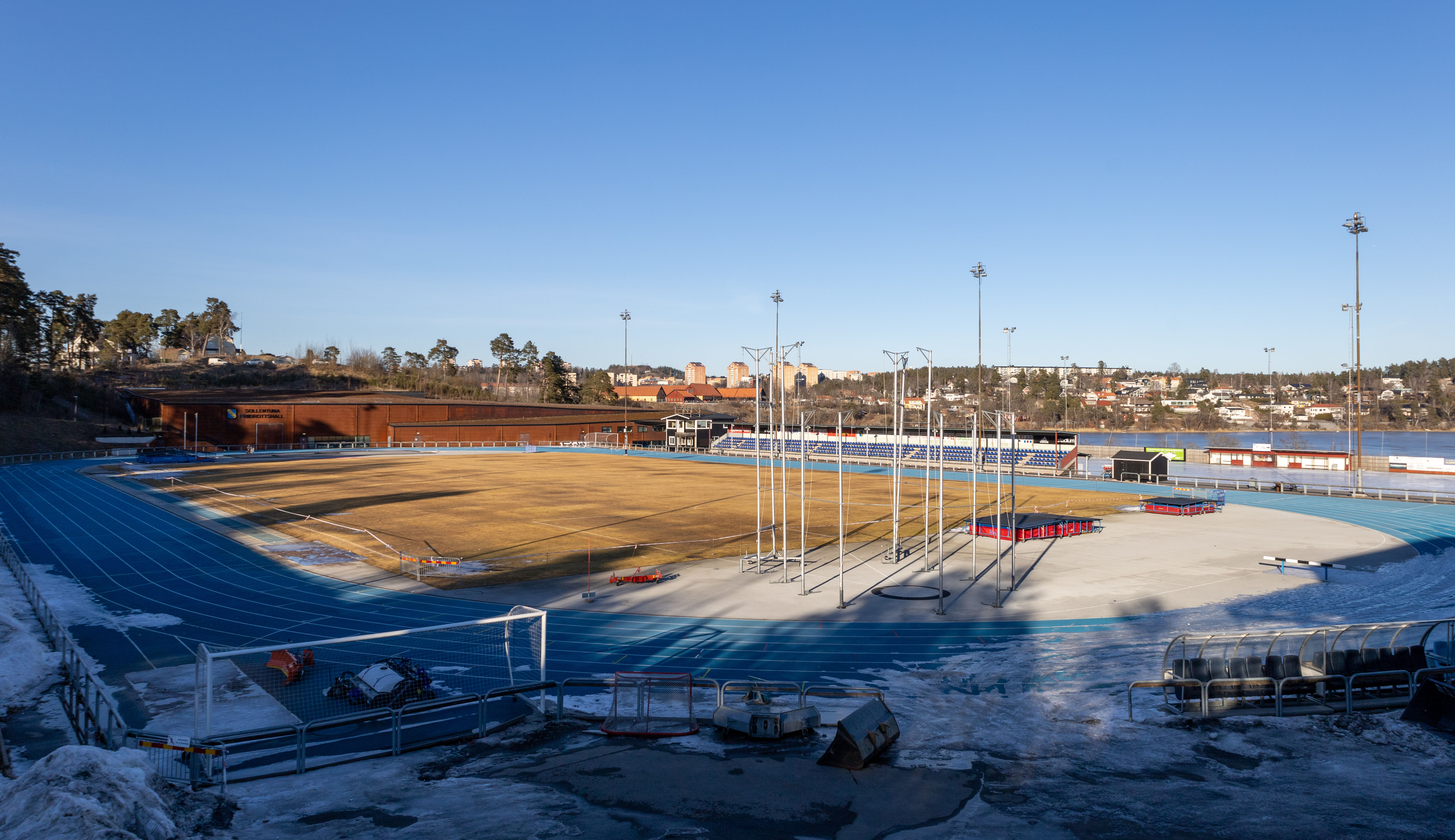
Gräsplan med läktare